# Shibi, Guangdong
Shibi (kinesiska: 石壁) är ett stadsdelsdistrikt (jiedao) i sydöstra Kina. Det ligger i stadsdistriktet Panyu i provinshuvudstaden Guangzhou i provinsen Guangdong, omkring 17 kilometer söder om centrala Guangzhou. Antalet invånare är 32 989. Befolkningen består av 15 197 kvinnor och 17 792 män. Barn under 15 år utgör 14,0 %, vuxna 15-64 år 79 %, och äldre över 65 år 5,0 %.